# Rhadinomyces cristatus
Rhadinomyces cristatus är en svampart som beskrevs av Thaxt. 1893. Rhadinomyces cristatus ingår i släktet Rhadinomyces och familjen Laboulbeniaceae.   Inga underarter finns listade i Catalogue of Life.